# Fondamente
Fondamente is een gemeente in het Franse departement Aveyron (regio Occitanie) en telt 294 inwoners (2004). De plaats maakt deel uit van het arrondissement Millau.

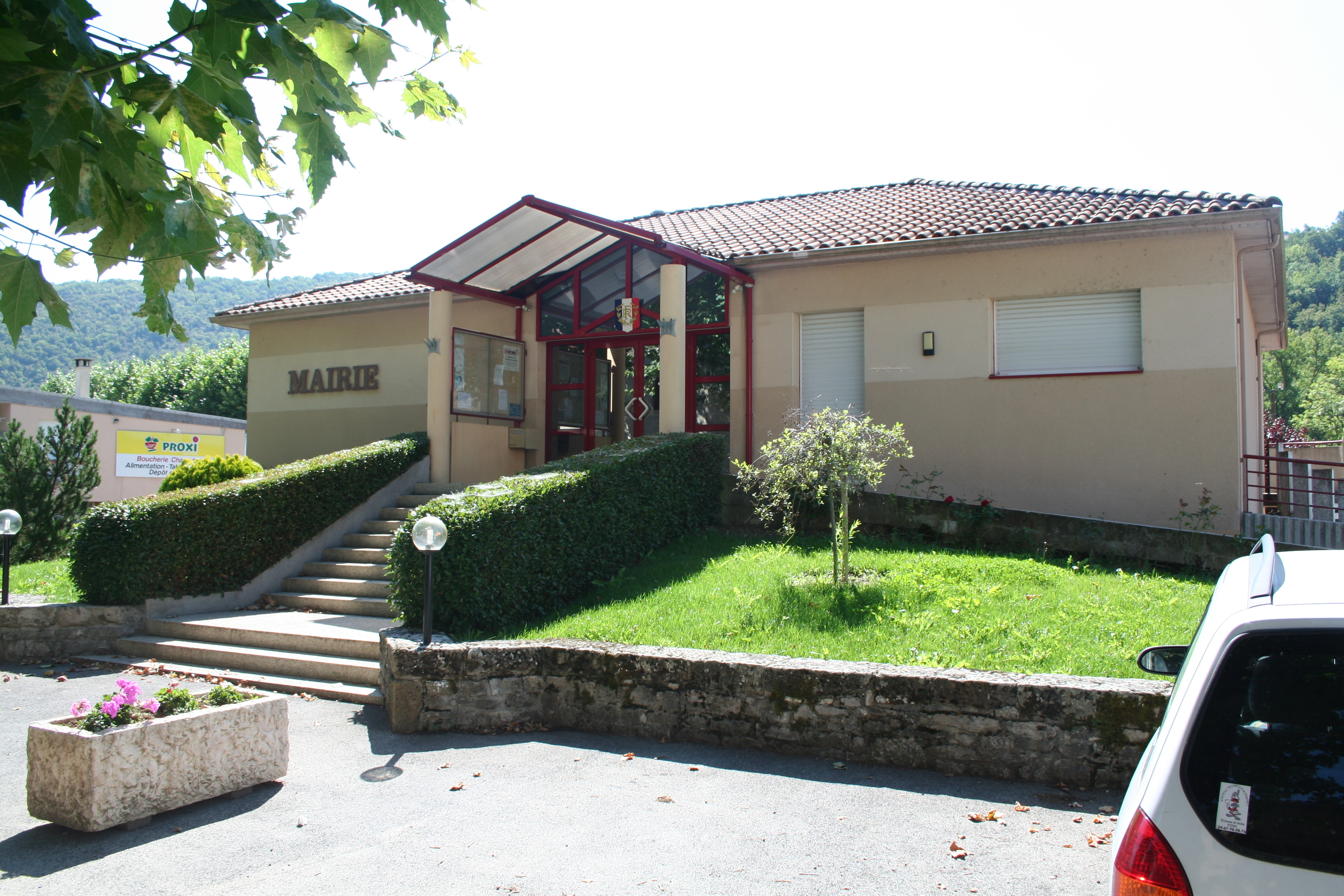
Gemeentehuis
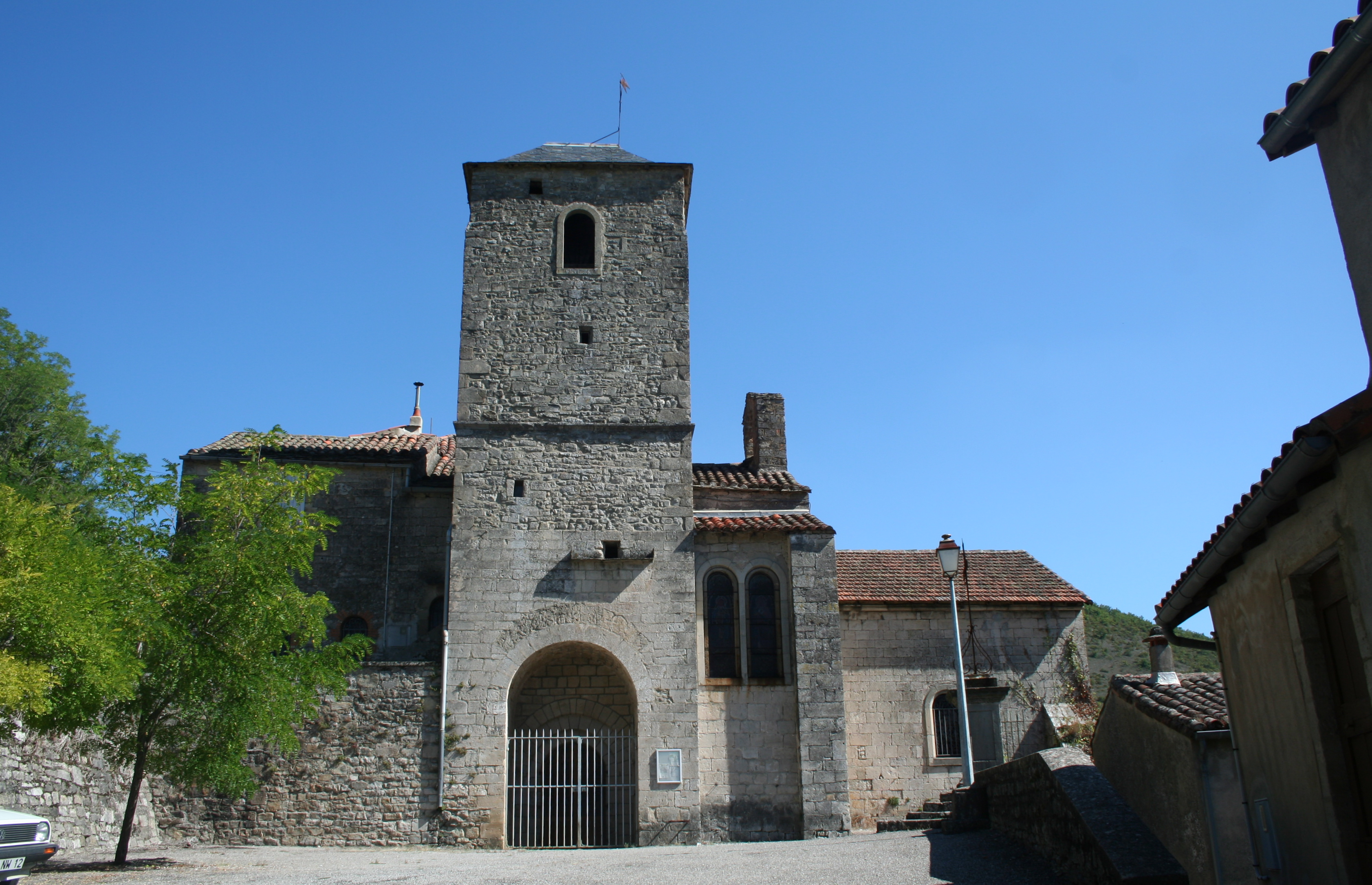
Kerk van Fondamente

## Geografie
De oppervlakte van Fondamente bedraagt 52,7 km², de bevolkingsdichtheid is 5,6 inwoners per km².

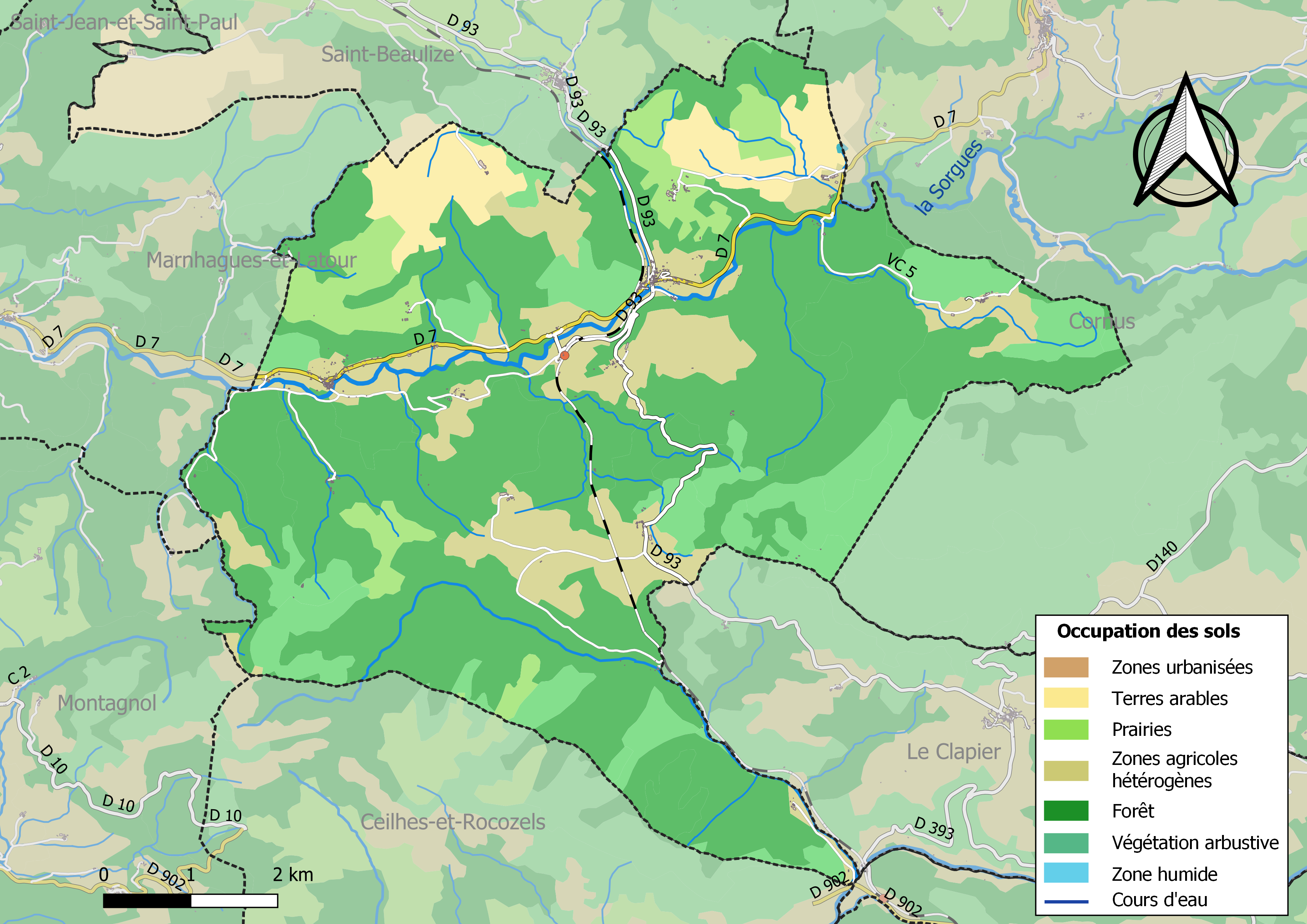
Kaart van de gemeente met de belangrijkste infrastructuur, bodemgebruik en omliggende gemeenten

## Verkeer
In de gemeente ligt de spoorweghalte Montpaon.

## Demografie
Onderstaande figuur toont het verloop van het inwonertal (bron: INSEE-tellingen).

Vanwege een beveiligingsprobleem met de MediaWiki Graph-software is het momenteel niet mogelijk deze grafiek weer te geven. Zodra de software is bijgewerkt zal de grafiek vanzelf weer zichtbaar worden.